# San Buenaventura Nealtican
San Buenaventura Nealtican es una localidad del estado mexicano de Puebla. Es cabecera del municipio de Nealtican.

## Demografía
| Censo | Población |
| ----- | --------- |
| 1900  | 1 442     |
| 1910  | 1 718     |
| 1921  | 1 459     |
| 1930  | 1 731     |
| 1940  | 2 025     |
| 1950  | 2 276     |
| 1960  | 2 819     |
| 1970  | 4 131     |
| 1980  | 6 359     |
| 1990  | 8 380     |
| 1995  | 9 229     |
| 2000  | 10 423    |
| 2005  | 10 224    |
| 2010  | 11 517    |
| 2020  | 13 243    |